# 假酸浆
假酸浆又名大本炮仔草、石花樹、冰粉樹（学名：Nicandra physaloides），是茄科下的物种，为一年生直立草本植物，是假酸浆属的唯一物种，原产自秘鲁。因為長得像酸漿而被稱作「假酸漿」，在中國大陸會用它的種子來製作一種名為冰粉的食物。(本物種與台灣常說的「假酸漿」是兩種完全不同的植物，台灣的「假酸漿」是另一種長得像酸漿的植物，又名 碧果草，在中國大陸則被稱作毛束草。)